# 木村治美
木村 治美（きむら はるみ、1932年11月1日 - ）は、日本の英文学者、随筆家。保守派の論客。共立女子大学名誉教授。旧姓・田口。夫は心理学者で群馬大学名誉教授の木村駿。

## 略歴
東京生まれ。1955年、東京教育大学英文科卒、1960年、同大学院博士課程満期退学。1964年、千葉工業大学専任講師、助教授を経て1979年から教授。1986年退職。1988年、共立女子大学教授、2003年、同名誉教授。日本漢字能力検定協会の評議員を務める。日本会議の関連団体である美しい日本の憲法をつくる国民の会代表発起人を務める。

## 主張
- 男女共同参画について、いきすぎている、などとして批判している[3]が、一方で、男女の役割を明確にしすぎるのはよくない、といった主張も行っている[4]。
- 児童の発達障害が親の愛情に注ぎ方に起因するとした親学を支持し、親学推進協会の会長を務め、親学推進議員連盟に提言を行なっている。しかし、この親学は、科学的根拠のない疑似科学であり、障害者への差別を助長するものだ、であるとして批判されている[5][6]。
- 選択的夫婦別姓制度に反対論を持ち、「親学の観点からすれば、夫婦別姓は家族を崩壊させる」などと述べている[7]。

## 活動
- 世界基督教統一神霊協会傘下の『世界日報』に寄稿していた他、同会の政治組織世界平和女性連合の機関紙『Ideal Family』の巻頭コラムを担当している[要出典]。
- 保守的思想を教科書に入れることを目指した保守団体・新しい歴史教科書をつくる会に属している。つくる会の内紛後は、その分派である「再生機構」に属する[要出典]。
- 「靖国参拝は国を愛する心があるかどうかの踏絵になる」などと述べ、政治家の靖国神社参拝を支持する[要出典]。

## 著書
- 『黄昏のロンドンから』（PHP研究所） 1976、のち文春文庫
- 『静かに流れよテムズ川』（文藝春秋） 1978、のち文庫
- 『主婦の天気図』（文藝春秋） 1979、のち文庫
- 『新交際考 日本とイギリス』（文藝春秋） 1979、のち改題文庫化『イギリス交際考』
- 『もう一つ別の生き方 とらわれない魅力の女とは』（青春出版社） 1981、のち集英社文庫
- 『しなやかに女の時間』（海竜社） 1981、のち集英社文庫
- 『裸足のシンデレラ 名作の中の女たち』（芸術生活社） 1982、のち集英社文庫
- 『あらあらかしこ』（講談社） 1982、のち集英社文庫
- 『こころの時代に 私の精神分析入門』（文藝春秋） 1983、のち文庫
- 『ドウソン通り21番地』（集英社文庫） 1983
- 『手間ひまかけて女の時間』（海竜社） 1984
- 『ちょっとだけトラディショナル』（集英社文庫） 1984
- 『こころと技術革新 ノンフィクション』（学習研究社） 1985、のち文春文庫
- 『気ままな幸福論』（PHP研究所） 1986、のち文庫
- 『主婦の建築ウォッチング』（文化出版局） 1986
- 『心をこめて家族の時間』（海竜社） 1987、のち福武文庫
- 『しなやかな教育論 私の臨教審レポート』（文藝春秋） 1988
- 『エッセイを書きたいあなたに』（文藝春秋） 1989、のち文庫
- 『女の流儀 暮らしの作法』（海竜社） 1991、のち福武文庫
- 『普通の時間』（海竜社） 1995
- 『エッセイを書くたしなみ』（文藝春秋） 1995
- 『自分をつくる生涯学習』（広池学園出版部） 1998
- 『知性を磨く文章の書き方』（PHP研究所） 2000
- 『六十代からのエッセイ教室 エッセイ力は人生力』（海竜社） 2006
- 『木村治美エッセイ集 老いの仕合わせ』（海竜社） 2011

### 共著・編著・監修
- 『曙のイスラマバード』（木村駿共著、文藝春秋） 1980、のち文庫
- 『女のエッセイ教室』（編著、海竜社） 1983
- 『ピーター・パンとシンデレラ “こころの時代"をどう生きるのか?』（木村駿共著、広済堂出版） 1984、のち文庫
- 『書くために読むエッセイ 48の作品が教える実践講座』（編、文芸社） 2002
- 『エッセイ日和』（木村治美エッセイスト・グループ編、監修、日本文学館） 2010

## 翻訳
- 『批評の方法 6 心理学的方法』（スタンレー・ハイマン、大修館書店） 1974
- 『シンデレラ・コンプレックス』（コレット・ダウリング、三笠書房） 1982、のち知的生きかた文庫
- 『娘たちに贈ることば』（キャシー・スペルマン、三笠書房） 1982
- 『娘たちに愛をこめて』（パール・バック、三笠書房） 1983、のち知的生きかた文庫
- 『もうシンデレラではいられない』（コレット・ダウリング、三笠書房） 1983
- 『女たちよ情熱を語れ!』（ゲイリン・ムーア、三笠書房） 1984
- 『ハッピーエンド・コンプレックス』（リー・モリカル、集英社） 1985
- 『変装 A true story 私は三年間老人だった』（パット・ムーア、朝日出版社） 1988
- 『私は五十六歳もう一つの人生が始まる』（ジュディス・サマーズ、海竜社） 1989
- 『子どもは親をまねて育つ しつけ上手な親になるための知恵』（サル・シビア、PHP研究所） 2000

## テレビ出演
- 世界まるごとHOWマッチ（毎日放送、1983年6月30日） - ゲスト解答者

## 脚註
1. ↑  理事長の背任事件や、その後の理事長解任内紛騒動など、不祥事で大きく報道された団体である
2. ↑  遠藤悠樹（編）、日本会議の人脈、三才ブックス、2016年。
3. ↑  『産経新聞』2007年7月25日記事
4. ↑  「日本会議」月刊誌『日本の息吹』2003年6月号
5. ↑  親学議連:「発達障害、予防は可能」…抗議殺到し陳謝 毎日新聞 2012年6月12日
6. ↑  「発達障害、子育てで防げる」　議員勉強会に抗議・批判 朝日新聞 2012年6月29日
7. ↑  オピニオン、2010年3月20日、日本会議